# Manassa
Manassa é uma cidade  localizada no estado americano de Colorado, no Condado de Conejos.

## Demografia
Segundo o censo americano de 2000, a sua população era de 1042 habitantes.
Em 2006, foi estimada uma população de 1001, um decréscimo de 41 (-3.9%).

## Geografia
De acordo com o United States Census Bureau tem uma área de
2,4 km², dos quais 2,4 km² cobertos por terra e 0,0 km² cobertos por água. Manassa localiza-se a aproximadamente 2330 m acima do nível do mar.

## Localidades na vizinhança
O diagrama seguinte representa as localidades num raio de 40 km ao redor de Manassa.